# Hôpital espagnol de Vienne

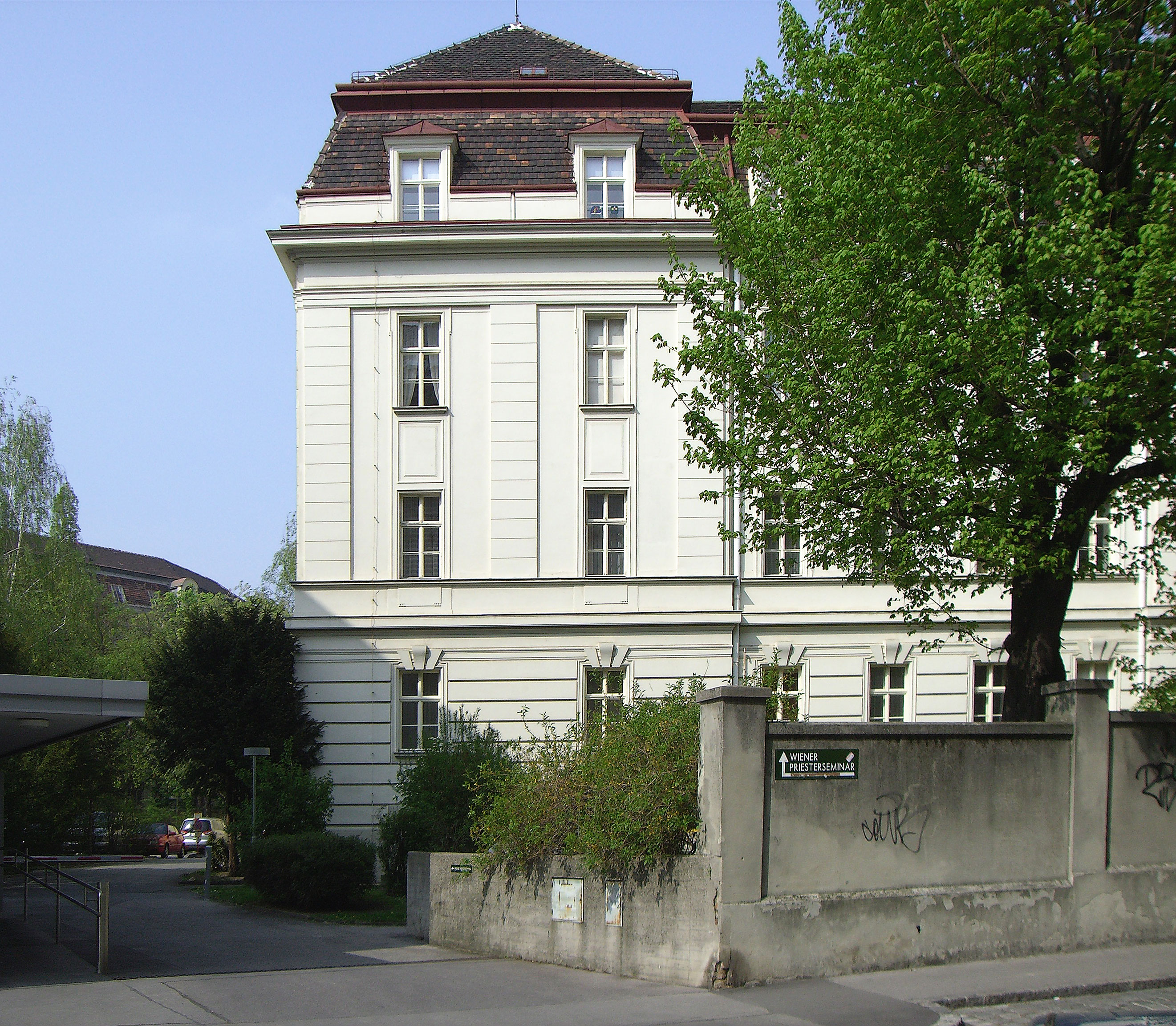
Le bâtiment de l'ancien hôpital espagnol abrite aujourd'hui un séminaire

 (mai 2024).
L'hôpital espagnol de Vienne (Spanisches Spital) était un des premiers hôpitaux fondé en 1717 dans l'actuelle Boltzmanngasse, dans l'ancien faubourg d'Alsergrund à Vienne. Le bâtiment, qui abrite aujourd'hui le séminaire de Vienne, est classé monument historique depuis le 1er avril 2003. En 2011, il a été reconstruit sous la direction de Regens Richard Tatzreiter et abrite depuis lors les séminaires des diocèses de Vienne, Eisenstadt et Sankt Pölten. Depuis 1996, l'Institut international Erwin-Schrödinger pour la physique mathématique a également son siège dans une aile à l'étage supérieur.

## Histoire
Pour les membres des sujets non autrichiens (Napolitains, Siciliens, Milanais) et hollandais nouvellement acquis, ainsi que pour les Espagnols qui l'avaient suivi à Vienne, l'empereur Charles VI fonda l'hôpital espagnol le 28 décembre 1717. La construction du  bâtiment commença le 12 février 1718.
En tant que commissaire de l'Hôpital espagnol, don Josepho Pascasio Taffaelo acquit la propriété voisine le 13 novembre 1725 afin de pouvoir agrandir l'hôpital. En 1754, l'hôpital de la Trinité du Rennweg fut fermé et déplacé ici pour faire place à l' hôpital impérial ou de cour, qui fut transféré au Rennweg. Parallèlement à ce déménagement, l'école d'enseignement médico-pratique située auparavant au Bürgerspital a été transférée à l'hôpital espagnol sur les conseils de Gerard van Swieten. Anton de Haen fut appelé à Vienne comme professeur. En 1769, le palais Strudelhof fut acheté aux enchères et utilisé comme hôpital pour les personnes atteintes de maladies infectieuses. Entre 1764 et 1784, l'hôpital des clercs y fut installé dans certaines pièces. Parmi les autres médecins qui travaillaient à l'hôpital espagnol figuraient Steidele, Johann Nepomuk Hunczovsky et Leopold Auenbrugger. En 1780, l'hôpital accueillait environ 290 patients payants en plus de 70 patients dont les frais médicaux étaient couverts par des fondations. Sur les excédents de revenus générés par les fondations et les propriétés, l'hôpital espagnol devait payer chaque année 6 000 florins pour l'entretien de l'hôpital de Breitenfurt et 3 150 florins supplémentaires pour l'école d'enseignement médico-pratique.
Après l'ouverture de l'Hôpital général sous l'empereur Joseph II, les malades furent transférés au nouvel hôpital central en 1784 et l'hôpital fut fermé.
En 1785, la maison des enfants trouvés de Vienne s'installa dans le bâtiment. En 1810, l'école de garçons de l'orphelinat devient une école secondaire à quatre classes que peuvent également fréquenter les enfants extérieurs. Au tournant du siècle, elle était devenue une école primaire et secondaire de huit niveaux, qui exista jusqu'au transfert de l'orphelinat à Lainz en 1913.
En 1913, l'ancien élève du prince-archevêque reprend le bâtiment et le jardin. Le bâtiment fut agrandi et en 1914 le séminaire déménagea du Curhaus à la Boltzmanngasse.
En 1996, l'Institut international Erwin-Schrödinger pour la physique mathématique a emménagé dans une aile située à l'étage supérieur et y a depuis lors son siège.
De 2011 à 2012, la zone du séminaire a été entièrement rénovée et l'entrée principale a été déplacée dans la Strudlhofgasse afin de réunir les trois séminaires de Vienne, Eisenstadt et St. Pölten. De 2018 à 2019, l'extérieur a été à nouveau rénové.

## Église du séminaire deSanta Maria de Mercede

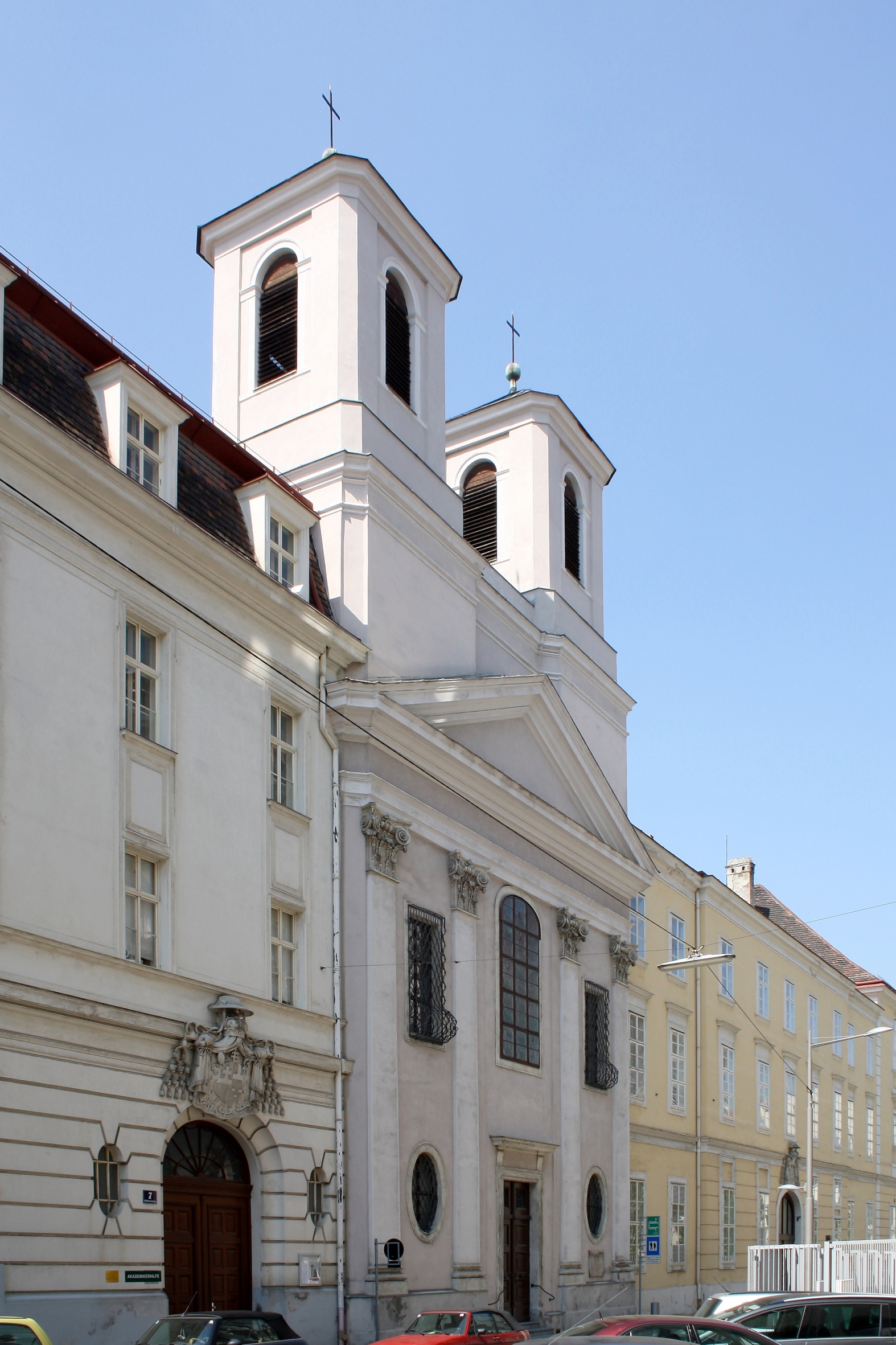
L'église du séminaire de Santa Maria de Mercede

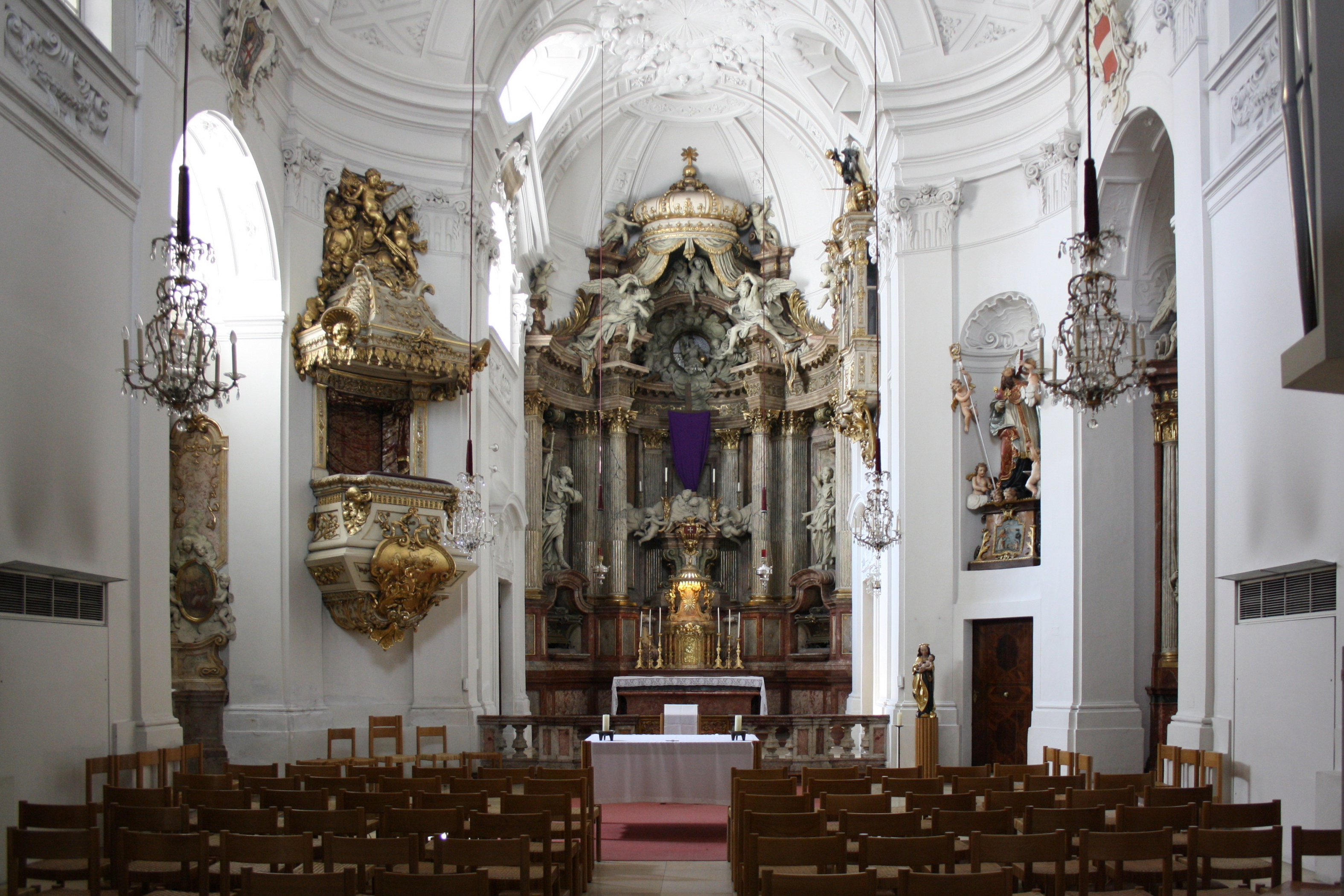
Vue intérieure de l'église du séminaire

La pose de la première pierre de l'église de l'hôpital et de l'église de séminaire actuelle, construites par Anton Ospel, a eu lieu le 2 août 1722 par l'empereur Charles VI. L'église fut consacrée le 24 septembre 1723. Elle a été consacrée par le premier archevêque de Vienne, Sigismond Graf Kollonitsch, en l'honneur de Santa Maria de Mercede.
L'église-halle rectangulaire, avec une riche décoration en stuc au plafond, possède deux niches d'autel des deux côtés. La façade de l'église à deux tours était à l'origine de style baroque élevé, mais a été redessinée dans le style classique en 1821. L'orgue provient de l'atelier de Georg Hradetzky et a été installé en 1970.
Le retable (Saint Janvier, 1725) du premier autel latéral côté épître provient de Martino Altomonte.
Il y a sept tombeaux dans la crypte.
En 2018 et 2019, les croix des tours ont également été réparées. Une capsule contenant des témoignages contemporains a été ajoutée à la tour droite sous la croix, comprenant un programme annuel de formation sacerdotale. De plus, une nouvelle cloche à quatre cloches de la fonderie de cloches Grassmayr (Innsbruck) a été utilisée et consacrée le 30 mai 2019.